# Regenatfibrer
Regenatfibrer är textila konstfibrer framställda av naturprodukter.
Regenatfibrerna indelas i två grupper, cellulosa och cellulosaacetat. 
Man använder vanligen träcellulosa, ofta från gran, till cellulosafibrer. Materialet sönderflisas och kokas i kalciumbisulfit och omvandlas till sulfitcellulosa i en mycket ren form, sk. dissolvingmassa. 
Vid viskosprocessen ombildas sedan molekylerna med hjälp av natriumhydroxid och koldisulfid. Detta blir till en sirapslikanade lösning. Lösningen pressas sedan ut i spinndysor (ungefär som ett duschmunstycke) ut i ett svavelsyrahaltigt spinnbad. Här återbildas (regenereras) cellulosan till textilfiberform.
Vid lyocellprocessen löses cellulosan istället upp med NMMO-monohydrat och regenereras efter spinning i ett vattenbad.
Vid acetatprocesserna behandlas cellulosan med ättiksyra och omvandlas då till cellulosaacetat. Detta utgör även den färdiga fibern.
Regenatfibrernas egenskaper kan jämföras med bomullens. Regenatfibrerna har ofta en vacker glans, ett fint fall och skrynklar oftast mindre än bomull då fibern är elastisk.[källa behövs] Regenatfibrerna är lättare att få rena än bomull, då fibern är rak, men de är inte särskilt starka och blir svagare i vått tillstånd, tvättiden bör därför vara kort.[källa behövs]
Man kan även tillverka regenatfiber från proteiner, t.ex. mjölk, majs, jordnötter och sojabönor.